# Amomum apiculatum
Amomum apiculatum är en enhjärtbladig växtart som beskrevs av Karl Moritz Schumann. Amomum apiculatum ingår i släktet Amomum och familjen Zingiberaceae.
Artens utbredningsområde är Sumatera. Inga underarter finns listade i Catalogue of Life.